# Mona Zandi Haghighi
Mona Zandi Haghighi est une réalisatrice iranienne, née en octobre 1972 à Téhéran.

## Biographie
Après des études d'art à l'université de Téhéran, elle est monteuse sur plusieurs films et réalise des courts métrages. En 2003 après le tremblement de terre de Bam, elle réunit dans un livre des dessins et des lettres d'enfants.
Elle réalise son premier long métrage de fiction en 2006.

## Filmographie

### Courts métrages
- 1998 Secret of a view
- 2000 Photo without a frame
- 2002 Bakhtavar's coloring pencils

### Longs métrages
- 2006 : On a Friday Afternoon